# TF-217
La   TF-217  es una carretera de Tenerife que parte desde el enlace 23 de la autopista del norte ( TF-5 ) hasta el 32 donde enlaza con la carretera  TF-31  de acceso a Puerto de la Cruz (por Martianez).

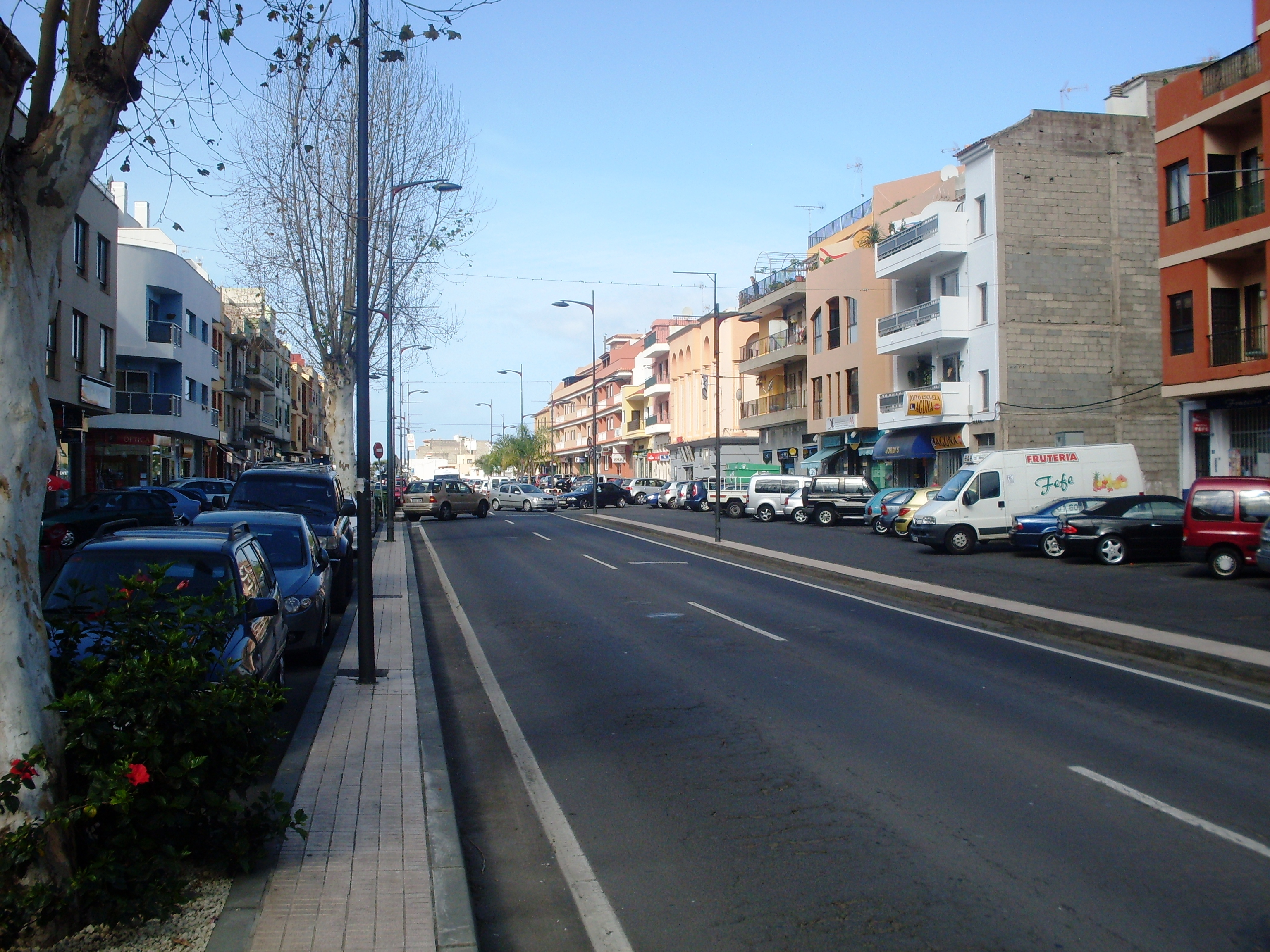
La TF-217 a su paso por Santa Úrsula (Carretera España).

Es una vía de dos carriles (uno por sentido) y su trazado sigue un cierto paralelismo con la autopista y discurre por los municipios de La Matanza, La Victoria, Santa Úrsula y La Orotava y recibe el nombre de Carretera General en los dos primeros, Carretera España en Santa Úrsula, hasta la altura del Ayuntamiento, y luego Carretera Provincial hasta el desvío de la  TF-21  donde vuelve a retomar la matrícula hasta su término.
- Datos: Q6137515